# Oliarus kibuyana
Oliarus kibuyana är en insektsart som beskrevs av Ronald Gordon Fennah 1965. Oliarus kibuyana ingår i släktet Oliarus och familjen kilstritar. Inga underarter finns listade i Catalogue of Life.